# Henrik Larsen
Henrik Larsen (Kongens Lyngby, 1966. május 17. –) Európa-bajnok dán válogatott labdarúgó.

## Pályafutása

### Klubcsapatban
1983-ban a Hellerup csapatában kezdett futballozni. 1984 és 1990 között a Lyngby együttesében játszott. 1990-től 1995-ig az olasz Pisa játékosa volt, de több alkalommal is kölcsönben szerepelt. Az 1991–92-es szezonban bajnoki címhez segítette a Lyngbyt, 1993-ban az Aston Villa tagja volt, de nem lépett pályára egyetlen mérkőzésen sem. Az 1993–94-es idényben 33 találkozón kapott lehetőséget a német Waldhof Mannheim színeiben. 1995-ben hazatért és ismét a Lyngby labdarúgója lett. 1996-tól 1999-es visszavonulásáig az FC Københavnt erősítette.  

### A válogatottban
1989 és 1996 között 39 alkalommal szerepelt a dán válogatottban és 5 gólt szerzett. Tagja volt az 1992-es Európa-bajnokságon győztes válogatott keretének és 3 góllal a torna egyik legeredményesebb játékosának bizonyult, melyek közül kettőt a Hollandia elleni elődöntőben szerzett. Részt vett az 1996-os Európa-bajnokságon is.

## Sikerei, díjai
Lyngby Boldklub
- Dán bajnok (1): 1991–92
- Dán kupagyőztes (2): 1984–85, 1989–90

FC København
- Dán kupagyőztes (1): 1996–97

Dánia
- Európa-bajnok (1): 1992